# Luxemburg op het Eurovisiesongfestival 1990
Luxemburg nam deel aan het Eurovisiesongfestival 1990 in Zagreb, Joegoslavië. Het was de vierendertigste deelname van het land aan het Eurovisiesongfestival.

## Selectieprocedure
Het lied en de zangeres werden intern door de omroep gekozen. De omroep koos voor de zeventienjarige zangeres Céline Carzo om het land te vertegenwoordigen met de ballade Quand je te rêve. 

## In Zagreb
Op het songfestival trad Luxemburg als zesde aan, na Nederland en voor het Verenigd Koninkrijk. Aan het eind van de puntentelling stond het land op een 13de plaats met 38 punten. Het hoogste puntenaantal kreeg Luxemburg van Frankrijk: de Franse jury gaf 12 punten aan Carzo. 
Nederland en België hadden geen punten over voor deze inzending.

### Gekregen punten

#### Finale
| 12 punten             | 10 punten     | 8 punten                                     | 7 punten      | 6 punten |
| --------------------- | ------------- | -------------------------------------------- | ------------- | -------- |
| - Frankrijk           |               |                                              |               |          |
| 5 punten              | 4 punten      | 3 punten                                     | 2 punten      | 1 punt   |
| - Cyprus - Oostenrijk | - Griekenland | - Duitsland - Portugal - Verenigd Koninkrijk | - Joegoslavië | - Italië |

### Punten gegeven door Luxemburg

#### Finale
Punten gegeven in de finale:
| 12 punten | Duitsland           |
| 10 punten | Italië              |
| 8 punten  | IJsland             |
| 7 punten  | Portugal            |
| 6 punten  | Ierland             |
| 5 punten  | Oostenrijk          |
| 4 punten  | België              |
| 3 punten  | Verenigd Koninkrijk |
| 2 punten  | Zwitserland         |
| 1 punt    | Nederland           |

1956 · 1957 · 1958 · 1959 · 1960 · 1961 · 1962 · 1963 · 1964 · 1965 · 1966 · 1967 · 1968 · 1969 · 1970 · 1971 · 1972 · 1973 · 1974 · 1975 · 1976 · 1977 · 1978 · 1979 · 1980 · 1981 · 1982 · 1983 · 1984 · 1985 · 1986 · 1987 · 1988 · 1989 · 1990 · 1991 · 1992 · 1993 · 1994-2023 · 2024 · 2025